# Öllingen
Öllingen è un comune tedesco di 502 abitanti, situato nel land del Baden-Württemberg.